# Lamin Khalifah Fhimah
Lamin Khalifah Fhimah, född 4 april 1956, åtalades för bombningen av Pan Am flight 103 över Lockerbie i Skottland den 21 december 1988 men friades av en skotsk domstol som höll förhandling vid en nederländsk militärbas den 31 januari 2001. Hans medåtalade Abdelbaset Ali Mohmed al-Megrahi dömdes till livstids fängelse.